# Late Registration
| 전문가 평가          | 전문가 평가 |
| 총 점수              | 총 점수     |
| 출처                 | 점수        |
| -------------------- | ----------- |
| 메타크리틱           | 85/100      |
| 평가 점수            |             |
| 출처                 | 점수        |
| AllMusic             | [ 2 ]       |
| Blender              | [ 3 ]       |
| Entertainment Weekly | B+          |
| The Guardian         | [ 5 ]       |
| Los Angeles Times    | [ 6 ]       |
| NME                  | 8/10        |
| Pitchfork            | 9.5/10      |
| Rolling Stone        | [ 9 ]       |
| Spin                 | B+          |
| USA Today            | [ 11 ]      |

《Late Registration》은 미국의 래퍼이자 프로듀서인 카니예 웨스트의 두 번째 스튜디오 음반이다. 2005년 8월 30일 데프 잼 레코딩스와 로커펠라 레코드를 통해 발매되었다. 웨스트는 존 브리온과 공동으로 할리우드와 뉴욕의 스튜디오에서 열린 세션에서 1년 동안 이 음반을 녹음했다. 녹음 세션에서는 애덤 리바인, 제이미 폭스, 코먼, 브랜디 노우드, 제이Z, 나스 등의 게스트 기고가 있었다.
《Late Registration》을 위한 웨스트의 프로듀싱은 그의 데뷔 스튜디오 음반인 《The College Dropout》 (2004년)의 빠른 솔 샘플에서 출발하여 보다 정교하고 실험적이며 오케스트라적인 스타일로 나아갔다. 피오나 애플과 포티스헤드와 같은 대체 공연에서 창조적인 영감을 얻으면서, 그는 음악 교대, 현악 편곡, 그리고 첼레스타, 하프시코드, 그리고 중국 종을 포함한 힙합과 관련이 없는 다양한 악기들을 실험했다. 진실하면서도 공감할 수 있는 가사를 쓰기 위해 웨스트는 자본주의 시장경제와의 관계를 알려준 기독교 유산을 보여주면서 스토리텔링에 관여한다. 그는 제도적 인종차별, 고등교육, 의료, 그리고 블러드 다이아몬드 거래와 같은 여러 가지 문제를 비판한다.
《Late Registration》은 매우 성공적이어서 종종 《The College Dropout》에서 크게 발전한 것으로 간주되며 힙합의 중추적인 발매로 간주된다. 많은 평론가들은 전자의 우아하고 야심찬 음악 방향을 칭찬했고, 일부는 팝과 의식적인 힙합 감성의 균형으로 웨스트의 작사와 공연을 강조했다. 《롤링 스톤》, 《타임》, 《USA 투데이》와 같은 여러 출판사에서 2005년 연말 목록에 이름을 올렸다. 이 음반은 웨스트가 제48회 그래미 어워드에서 베스트 랩 앨범상을 포함해 8개 부문에 노미네이트되었다.
《The College Dropout》의 상업적 성공에 걸맞게, 《Late Registration》은 미국 빌보드 200에서 1위로 데뷔하여 첫 주에 86만 장이 팔렸고 아일랜드와 영국 등 다른 9개국에서 10위 안에 들었다. 이 음반은 미국에서 300만 장 이상 팔렸고, 미국 음반 산업 협회로부터 4배 이상의 플래티넘 인증을 받았으며, 다른 여러 지역에서 판매 인증을 받았다. 히트곡인 〈Touch the Sky〉, 〈Heard 'Em Say〉, 〈Gold Digger〉를 포함한 다섯 개의 싱글이 발매되었고, 그 중 후자는 빌보드 핫 100에서 1위를 차지했다. 다섯 싱글의 뮤직 비디오가 모두 제작되었고, 웨스트는 2006년 Touch the Sky Tour와 그의 데뷔 라이브 음반인 《Late Orchestration》으로 이 음반을 지원했다. 이후 《Late Registration》은 《롤링 스톤》의 "역사상 가장 위대한 음반 500장"을 포함하여 2020년 117위에 오르는 등 상위 음반 목록에 자주 올랐다.

## 배경
《Late Registration》은 카니예 웨스트가 계획하고 있는 4개의 교육 테마 스튜디오 음반 중 두 번째 음반으로 2004년 발매된 《The College Dropout》의 성공에 이은 음반으로, "칩멍크 솔"로 알려진 솔 녹음의 빠른 보컬 샘플을 사용하는 그의 특징적인 프로듀싱 스타일을 보여주었다. 하지만 음반의 성공으로 인해, 이 샘플링 스타일은 다른 힙합 가수들에 의해 매우 모방되었다. 이에 대한 대응으로, 그리고 자신의 기술에 대한 의존을 두려워한 웨스트는 작곡과 양식적 범위 모두에서 새로운 사운드와 진행을 찾기로 결정했다. 웨스트는 영화 음악 작곡가이자 음반 프로듀서인 존 브리온을 《Late Registration》에 영입했고, 그 결과 브리온은 여러 트랙의 공동 프로듀서로 활동하게 되었다. 이 래퍼는 2004년 영화 《이터널 선샤인》을 보면서 브리온의 음악에 대한 관심을 모았고, 그의 점수에 긍정적인 반응을 보였으며, 싱어송라이터 피오나 애플의 두 번째 음반 《When the Pawn...》 (1999년)을 위해 그가 만든 곡도 들었다. 애플은 "콜드플레이, 포티스헤드, 피오나 애플 스타일"로 묘사된 웨스트의 연출을 위해 웨스트가 좋아하는 또 다른 행동과 음악적 영감의 원천이었다. 포티스헤드의 1994년 음반 《Dummy》는 이 음반과 함께 웨스트가 나아갈 방향에 대한 또 다른 기준점이 되었다.

## 상업적 성과
발매 첫 주에 《Late Registration》은 미국 빌보드 200에서 첫 주 86만장 판매로 1위를 차지했으며, 토니 야요의 음반 《Thoughts of a Predicate Felon》 2위보다 60만장 이상 더 팔렸다. 이 음반은 웨스트의 첫 번째 미국 차트 1위 음반으로, 웨스트는 《The College Dropout》의 첫 주 판매량보다 거의 두 배 가까이 많은 판매량을 기록했다. 이 음반은 웨스트의 다음 음반인 《Graduation》이 2007년 9월 957,000장이 팔리며 깜짝 놀랄 때까지 2년 동안 미국에서 가장 많이 팔린 첫 주 판매량을 기록했다. 전자의 첫 주 판매량 또한 2020년 3월 3일까지의 랩 음반으로는 7번째로 가장 많은 판매량을 기록했다. 《Late Registration》의 두 번째 주에, 그것은 빌보드 200에서 1위를 유지했고 283,000장이 더 팔렸고, 그 결과 차트에서 처음 2주 동안 1,14,000장 이상이 팔렸다. 2006년 초, 미국 음반 산업 협회는 이 음반을 트리플 플래티넘 인증을 획득하여 미국에서 300만 장의 판매고를 기록했다. 2013년 6월, 《Late Registration》은 미국에서 3,100,000장 판매되었다. 2020년 11월 23일, 미국 음반 산업 협회로부터 400만 장의 음반 판매량을 인정받아 쿼드러플 플래티넘 인증을 받았다.

## 곡 목록
| #            | 제목                                                     | 작사·작곡 | 프로듀서                    | 재생 시간 |
| ------------ | -------------------------------------------------------- | --- | --------------------------- | --------- |
| 1.           | 〈Wake Up Mr. West〉                                     | Michael Masser Gerry Goffin                                                                                   |                             | 0:41      |
| 2.           | 〈Heard 'Em Say〉 (featuring Adam Levine)                | Kanye West Adam Levine Masser Goffin                                                                          | West Jon Brion              | 3:23      |
| 3.           | 〈Touch the Sky〉 (featuring Lupe Fiasco)                | West Justin Smith Wasalu Jaco Curtis Mayfield                                                                 | Just Blaze                  | 3:57      |
| 4.           | 〈Gold Digger〉 (featuring Jamie Foxx)                   | West Ray Charles Renald Richard                                                                               | West Brion                  | 3:28      |
| 5.           | 〈Skit No. 1〉                                           | |                             | 0:33      |
| 6.           | 〈Drive Slow〉 (featuring Paul Wall and GLC)             | West Paul Slayton Leonard Harris                                                                              | West                        | 4:32      |
| 7.           | 〈My Way Home〉 (performed by Common)                    | West Lonnie Lynn Gil Scott-Heron                                                                              | West                        | 1:43      |
| 8.           | 〈Crack Music〉 (featuring The Game)                     | West Willard Meeks Jayceon Taylor                                                                             | West Brion                  | 4:31      |
| 9.           | 〈Roses〉                                                | West Bill Withers                                                                                             | West Brion                  | 4:05      |
| 10.          | 〈Bring Me Down〉 (featuring Brandy)                     | West Antony Williams                                                                                          | West Brion                  | 3:18      |
| 11.          | 〈Addiction〉                                            | West Richard Rodgers Lorenz Hart                                                                              | West Brion                  | 4:27      |
| 12.          | 〈Skit No. 2〉                                           | |                             | 0:31      |
| 13.          | 〈Diamonds from Sierra Leone (Remix)〉 (featuring Jay-Z) | West Devon Harris John Barry Don Black                                                                        | West Devo Springsteen Brion | 3:53      |
| 14.          | 〈We Major〉 (featuring Nas and Really Doe)              | West Warren Trotter Nasir Jones Williams Warryn "Baby Dubb" Campbell Russell Simmons Larry Smith Maureen Reid | West Baby Dubb Brion        | 7:28      |
| 15.          | 〈Skit No. 3〉                                           | |                             | 0:24      |
| 16.          | 〈Hey Mama〉                                             | West Donal Leace                                                                                              | West Brion                  | 5:05      |
| 17.          | 〈Celebration〉                                          | West | West Brion                  | 3:18      |
| 18.          | 〈Skit No. 4〉                                           | |                             | 1:18      |
| 19.          | 〈Gone〉 (featuring Consequence and Cam'ron)             | West Dexter Mills Cameron Giles Chuck Willis                                                                  | West                        | 5:33      |
| 20.          | 〈Diamonds from Sierra Leone〉 (bonus track)             | West Harris Barry Black                                                                                       | West Devo Springsteen Brion | 3:58      |
| 21.          | 〈Late〉 (hidden track)                                  | West George Kerr Sylvia Robinson                                                                              | West                        | 3:50      |
| 총 재생 시간 | 총 재생 시간                                             | 총 재생 시간                                                                                                  | 총 재생 시간                | 70:25     |

| #            | 제목                                                                           | 작사·작곡                                                                     | 프로듀서     | 재생 시간 |
| ------------ | ------------------------------------------------------------------------------ | ----------------------------------------------------------------------------- | ------------ | --------- |
| 21.          | 〈We Can Make It Better〉 (featuring Talib Kweli, Q-Tip, Common and Rhymefest) | West Lynn Kamaal Fareed Talib Kweli Greene Che Smith Burt Bacharach Hal David | West Brion   | 3:52      |
| 22.          | 〈Late〉 (hidden track)                                                        | West Kerr Robinson                                                            | West         | 3:50      |
| 총 재생 시간 | 총 재생 시간                                                                   | 총 재생 시간                                                                  | 총 재생 시간 | 74:17     |

| #            | 제목                                                                           | 작사·작곡                                        | 프로듀서     | 재생 시간 |
| ------------ | ------------------------------------------------------------------------------ | ------------------------------------------------ | ------------ | --------- |
| 21.          | 〈Back to Basics〉 (with Common)                                               | West Lynn Duke Ellington Irving Mills Manny Kurt | West         | 1:39      |
| 22.          | 〈We Can Make It Better〉 (featuring Talib Kweli, Q-Tip, Common and Rhymefest) | West Lynn Fareed Greene Smith Bacharach David    | West Brion   | 3:52      |
| 23.          | 〈Late〉 (hidden track)                                                        | West Kerr Robinson                               | West         | 3:50      |
| 총 재생 시간 | 총 재생 시간                                                                   | 총 재생 시간                                     | 총 재생 시간 | 75:56     |

## 인증
| 국가                                                                                         | 인증        | 판매량/출하량 |
| -------------------------------------------------------------------------------------------- | ----------- | ------------- |
| 오스트레일리아 (ARIA)                                                                        | 플래티넘    | 70,000^       |
| 캐나다 (뮤직 캐나다)                                                                         | 2× 플래티넘 | 200,000^      |
| 덴마크 (IFPI Danmark)                                                                        | 플래티넘    | 20,000        |
| 아일랜드 (IRMA)                                                                              | 2× 플래티넘 | 30,000^       |
| 일본 (RIAJ)                                                                                  | 골드        | 100,000^      |
| 뉴질랜드 (RMNZ)                                                                              | 플래티넘    | 15,000^       |
| 영국 (BPI)                                                                                   | 3× 플래티넘 | 852,000       |
| 미국 (RIAA)                                                                                  | 4× 플래티넘 | 3,100,000     |
| 요약                                                                                         |             |               |
| 유럽 (IFPI)                                                                                  | 플래티넘    | 1,000,000*    |
| *판매량을 기반으로 한 인증 · ^출하량을 기반으로 한 인증 · 판매량+스트리밍을 기반으로 한 인증 |             |               |